# Camp gravitatori de la Lluna

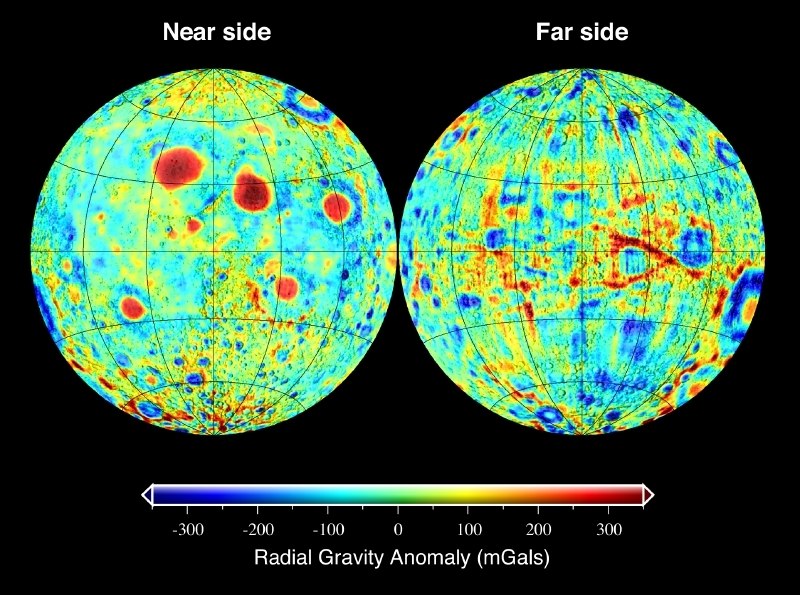
L'anomalia gravitatòria radial en la superfície de la Lluna mesurada en Gal.

El camp gravitatori de la Lluna o camp gravitacional de la Lluna ha estat determinat per mitjà del rastreig dels senyals de radiofreqüència emeses per sondes espacials que orbiten a aquest satèl·lit natural. El principi utilitzat depèn de l'efecte Doppler, mentre que l'acceleració en la línia de visió de la sonda pot mesurar-se a partir de les petites desviacions de la freqüència del senyal de ràdio i dels mesuraments de la distància entre aquesta sonda i la Terra. A causa que el camp gravitatori de la Lluna afecta l'òrbita de la sonda, és possible utilitzar aquestes dades de rastreig per obtenir anomalies gravitacionals. No obstant això, a causa de la rotació síncrona de la Lluna, no és possible rastrejar a la sonda per molt temps sobre el limbe de la Lluna. Per aquesta raó, el camp gravitacional en el costat lunar més allunyat de la Terra està pobrament caracteritzat. L'acceleració de la gravetat en la superfície de la Lluna és d'1,6249 m/s², que és al voltant del 16,6% de l'acceleració en la superfície terrestre. Sobre tota la superfície, la variació en l'acceleració de la gravetat és de prop de 0,0253 m/s² (1,6% de l'acceleració deguda a la gravetat). Com el pes depèn directament de l'acceleració de la gravetat, els cossos en la Lluna pesen solament un 16,6% del que pesarien a la Terra.

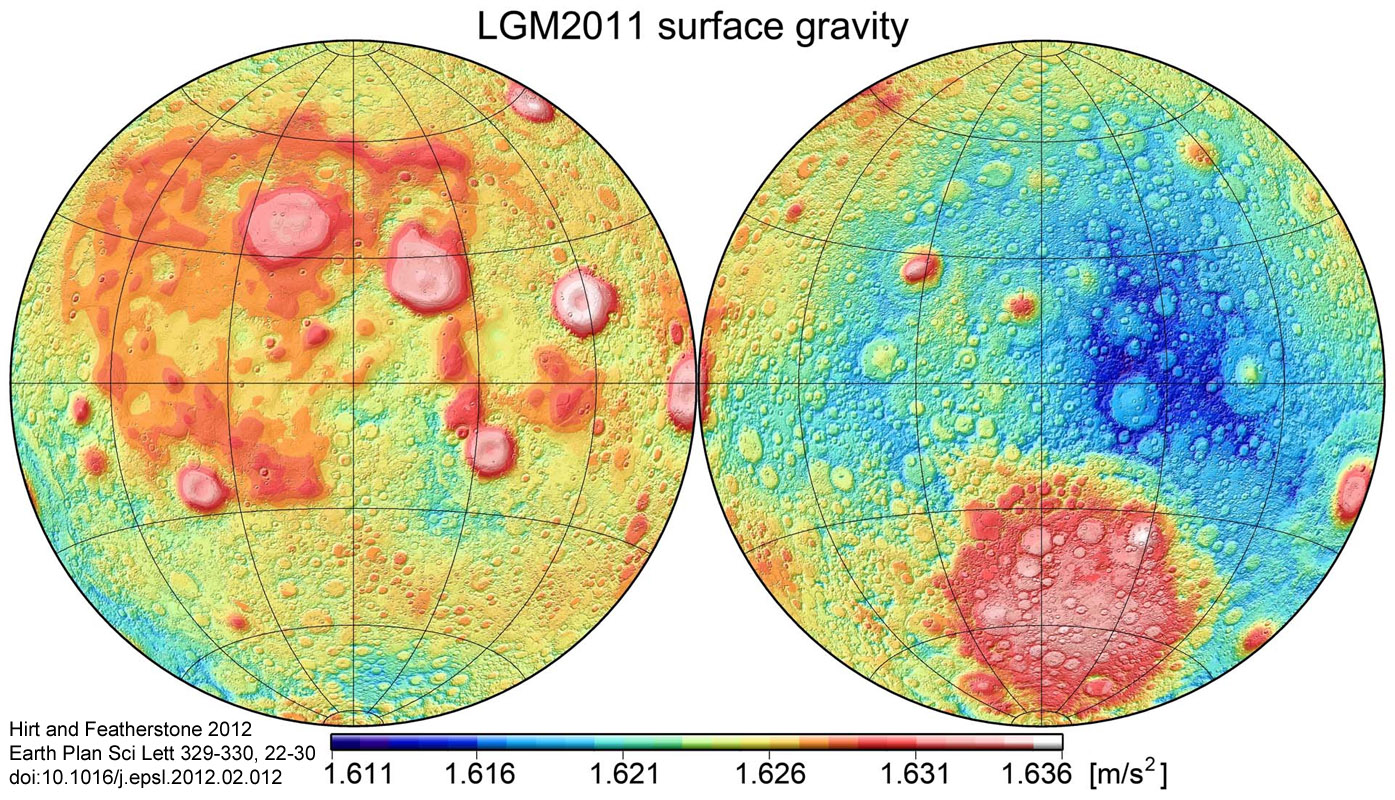
Acceleració de la gravetat en la superfície de la Lluna en m/s². El costat visible és l'esquerre i el costat ocult és el dret.

La principal característica del camp gravitatori de la Lluna són els anomenats mascons (nom que prové de l'anglès mass concentration, és a dir «concentracions de massa»), que són grans anomalies positives associades amb algunes de les grans planícies d'impacte. Aquestes anomalies tenen una forta influència en l'òrbita de les sondes al voltant de la Lluna, per la qual cosa es necessita un model gravitatori precís per planejar les missions tripulades i no tripulades. Els mascons van ser descoberts inicialment a partir de les anàlisis de les dades de rastreig de la sonda Lunar Orbiter, posat que les proves de navegació anteriors al programa Apol·lo van experimentar errors de posició molt majors a les especificacions de la missió.
L'origen dels mascons es deu en part a la presència dels densos fluxos de lava basàltics en els mars lunars que omplen algunes de les planícies d'impacte. No obstant això, els fluxos de lava per si mateixos no poden explicar totes la variacions gravitacionals. També cal l'elevació de la interfase entre l'escorça i el mantell. Sobre la base dels models gravitatoris de la sonda Lunar Prospector s'ha suggerit que alguns mascons existents no mostren evidència de vulcanisme basàltic de mars. La immensa extensió del vulcanisme basàltic en els mars associat amb el Oceanus Procellarum no posseeix una anomalia gravitatòria positiva.